# Cala de Llucalari
Cala de Llucalari oder Cala Llucalari bezeichnet eine kleine Bucht (Cala) auf Menorcas Südseite. Die kleine Bucht ist naturbelassen, naturgeschützt und nur wenig besucht, obwohl sie nur wenige hundert Meter östlich des stark touristisch erschlossenen Strandes von Son Bou gelegen ist.
Der Camí de Cavalls führt im Hinterland an der Bucht vorbei.